# ماله پریتوتشنو
ماله پریتوتشنو (به چکی: Malé Přítočno) یک منطقهٔ مسکونی در جمهوری چک است که در شهرستان کلادنو واقع شده‌است.